# Siegmund Musiat
Siegmund Musiat, sorbisch auch Sigmund Musiat oder Zygmunt Musiat (* 3. Mai 1930 in Kamenz; † 8. September 2017 in Bautzen) war ein sorbischer Volkskundler.

## Leben und Wirken
Musiats Eltern waren Mitte der 1920er-Jahre aus Polen in die Oberlausitz gezogen, wo der Vater Arbeit im Steinbruch fand. Nach dem Tod der Mutter heiratete Musiats Vater eine Sorbin aus Schmeckwitz. In der neuen Familie lernte Musiat Sorbisch. Nach der Volksschule besuchte er ab 1945 die Sorbischen Gymnasien in Česka Lípa und Varnsdorf sowie für einige Monate ein tschechisches Gymnasium in Liberec. Im Herbst 1950 wechselte er auf die kurz zuvor eingerichtete Sorbische Oberschule in Bautzen, wo er 1951 das Abitur ablegte. Anschließend studierte Musiat Slawistik und Volkskunde an der Karl-Marx-Universität Leipzig. Zu seinen Lehrern und Förderern gehörte der sorbische Volkskundler Paul Nedo, damals Leiter der Forschungsabteilung des Zentralhauses für Laienkunst in Leipzig. Er band Musiat noch als Student in die volkskundlichen Dorfforschungen in Kreckwitz, Kreis Bautzen, ein. Nach dem Studium vermittelte Nedo Musiat eine wissenschaftliche Aspirantur in Prag.
Ab 1957 arbeitete Musiat am Institut für sorbische Volksforschung in Bautzen. 1964 erschien seine Dissertation über die Lebensweise des landwirtschaftlichen Gesindes in der Oberlausitz. Die Arbeit fand fachübergreifend Beachtung und Anerkennung. Rezensionen erschienen in in- und ausländischen Fachzeitschriften. Anschließend verlagerte er seinen Forschungsschwerpunkt auf Bräuche, Sitten und Feste der Sorben im Jahreslauf, insbesondere in historischer Perspektive. 1977 verteidigte er an der Akademie der Wissenschaften der DDR seine Dissertation B „Ethnografische Studien zur Familienlebensweise der sorbischen und deutschen Werktätigen in der Oberlausitz. Sozialökonomische, rechtliche und ethnokulturelle Aspekte der Eheschließung und Familiengründung von Beginn des 16. Jahrhunderts bis Anfang des 20. Jahrhunderts“. Betreuer der Arbeit waren Paul Nedo, Pawoł Nowotny und Wolfgang Jacobeit.
Eine Zäsur in seiner beruflichen Laufbahn stellte Musiats Austritt aus der SED im Jahr 1979 dar. Nachdem er als Wissenschaftler keine Entwicklungsmöglichkeiten mehr für sich gesehen hatte, kündigte er seine Anstellung am Institut für sorbische Volksforschung und ging 1984 als Mitarbeiter für sorbische Angelegenheiten zum Ordinariat des Bistums Dresden-Meißen. Hier bereitete er gemeinsam mit Generalvikar Hermann Joseph Weisbender die (Wieder-)Gründung des Cyrill-Methodius-Werks im Jahr 1985 vor. Außerdem baute er am Ordinariat eine Bibliothek für sorbisch-katholisches Schrifttum auf und wirkte als Dozent in der Theologenausbildung mit.
Die Neugründung des Sorbischen Instituts im Jahr 1992 führte Musiat an seine einstige Wirkungsstätte zurück, wo er bis zu seiner Pensionierung als wissenschaftlicher Mitarbeiter in der Abteilung für Kultur- und Sozialgeschichte arbeitete. Hier entfaltete er noch einmal eine rege Forschungstätigkeit, insbesondere zur Entwicklung des sorbischen Bürgertums und Vereinswesens. Auch im Ruhestand blieb Musiat ein ausgesprochen produktiver Autor wissenschaftlicher und populärwissenschaftlicher Bücher und Artikel. Die Sorbische Bibliografie zählt über 1000 Titel aus seiner Feder.

## Veröffentlichungen (Auswahl)

### Monografien
- Zur Lebensweise des landwirtschaftlichen Gesindes in der Oberlausitz (= Schriftenreihe des Institutes für sorbische Volksforschung in Bautzen. Band 22). Domowina-Verlag, Bautzen 1964.
- Volksleben, Volksfrömmigkeit und Volksbrauch in der Lausitz. Domowina-Verlag, Bautzen 1992.
- Sorbische/Wendische Vereine 1716–1937. Ein Handbuch (= Schriften des Sorbischen Instituts. Band 26). Domowina-Verlag, Bautzen 2001.

### Mitwirkung an Büchern
- Geschichte der Sorben/Stawizny Serbow. Band I und II (= Schriftenreihe des Institutes für sorbische Volksforschung in Bautzen. Band 39–40).Domowina-Verlag, Bautzen 1974/1977.
- Gross Partwitz. Wandlungen eines Lausitzer Heidedorfes (= Schriftenreihe des Institutes für sorbische Volksforschung in Bautzen. Band 45). Hrsg. von der Akademie der Wissenschaften der DDR. Domowina-Verlag, Bautzen 1976.
- Die Sorben in Deutschland. Sieben Kapitel Kulturgeschichte. Hrsg. von Dietrich Scholze. Lusatia-Verlag, Bautzen 1993.
- Sorbisches Kulturlexikon. Hrsg. von Franz Schön und Dietrich Scholze. Domowina-Verlag, Bautzen 2014.

### Aufsätze
- Oberlausitzer Dorfgastwirte als Vergnügungsunternehmer. Eine Untersuchung der Verhältnisse im Kreise Bautzen gegen Ende des 18., Anfang des 19. Jahrhunderts. In: Lětopis . Jahresschrift des Instituts für sorbische Volksforschung. Reihe C, 8 (1965), S. 12–73.
- J. E. Schmaler als Volkskundler. Zur Entstehung seiner Volksliedersammlung. In: Lětopis. Jahresschrift des Instituts für sorbische Volksforschung. Reihe C, 9 (1966), S. 3–12.
- Über die volkskundlichen Werke von Johann Hortzschansky und Michael Conrad. In: Lětopis. Jahresschrift des Instituts für sorbische Volksforschung. Reihe C, 10 (1967), S. 98–101.
- Auswirkungen des spätfeudalen Militärdienstes auf Kultur und Lebensweise des Volkes in der Oberlausitz. In: Lětopis. Jahresschrift des Instituts für sorbische Volksforschung. Reihe C, 18 (1975), S. 3–34.
- Entwicklungstendenzen des „Hexenbrennens“ im Bezugfeld sorbisch-deutscher Interethnik. In: Lětopis. Jahresschrift des Instituts für sorbische Volksforschung. Reihe C, 19 (1976), S. 65–95.
- Verlobungs- und Hochzeitsannoncen in der sorbischen Presse (1919–1938). Ein Beitrag zur Familien-Lebensweise. In: Lětopis. Jahresschrift des Instituts für sorbische Volksforschung. Reihe C, 20 (1977), S. 82–104.
- Institutionelle Eheanbahnung unter den Sorben. In: Lětopis. Jahresschrift des Instituts für sorbische Volksforschung. Reihe C, 21 (1978), S. 3–26.
- Entwicklungstendenzen des sorbischen Hochzeitsbrauchtums in der Gegenwart. In: Lětopis. Jahresschrift des Instituts für sorbische Volksforschung. Reihe C, 25 (1982), S. 67–78.
- Gab es im 19. Jahrhundert ein sorbisches Bürgertum? In: Nationale Minderheiten und staatliche Minderheitenpolitik in Deutschland im 19. Jahrhundert. Hrsg. von Hans Henning Hahn und Peter Kunze. Akademie-Verlag, Berlin 1999, S. 145–156.